# Jeep Commander (2022)

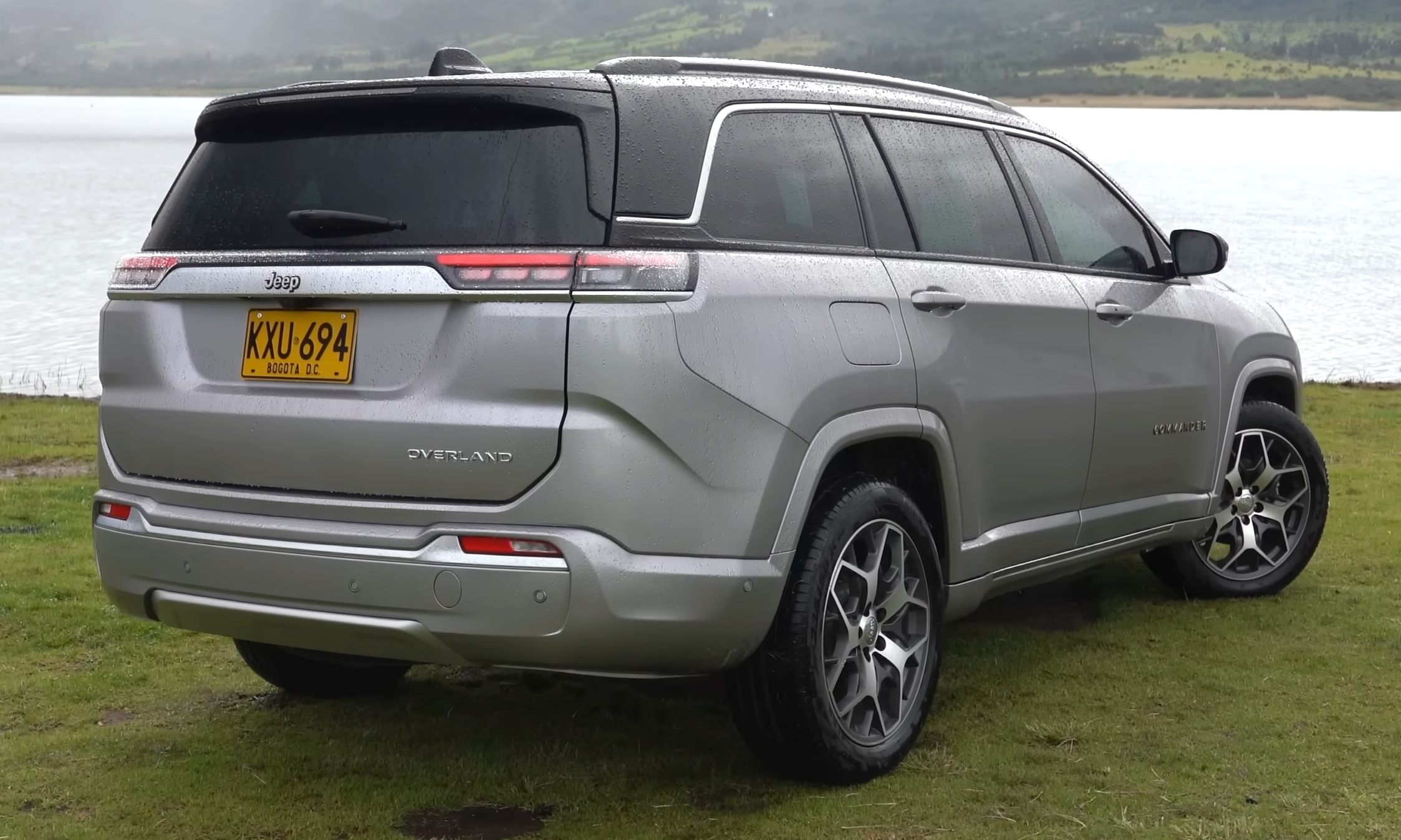
Jeep Commander Overland, вид ззаду

Jeep Commander (2022) — середньорозмірний кросовер, що виробляється під американським брендом Jeep компанією Chrysler (Stellantis) для орієнтального і латиноамериканського ринків.

## Огляд моделі
Автомобіль Jeep Commander був представлений 27 серпня 2021 року під знаком моделі 2022 року в Бразилії. Модель побудована на глобальній платформі Small Wide, спільній з другим поколінням американського Jeep Compass (MP). В результаті, він не пов'язаний з аналогічною за назвою моделлю Grand Commander, що продається в Китаї і споріднений з американським Cherokee (KL). За словами компанії Jeep, автомобіль Jeep Commander є єдиним кросовером сегменту D у Бразилії.
Порівняно з базовою моделлю Compass, автомобіль Jeep Commander подовжений на 365 мм., автомобіль подовжений для розміщення третього ряда сидінь. В Індії автомобіль називається Jeep Meridian.
Автомобіль Jeep Meridian уперше був представлений в Індії у квітні 2022 року. Серійно модель виробляється з 19 травня 2022.
Об'єм багажника Commander становить 661 літр при піднятих 5 сидіннях, 233 літри при використанні 7 сидінь або 1'760 літрів при повністю складених сидіннях другого і третього ряду.
У Бразилії він доступний з 1,3-літровим бензиновим двигуном turboflex, що продається як «T270», який видає 185 PS (182 к.с.; 136 кВт) і 27,5 кг·м (270 Н·м; 199 lb⋅ft), який доступний лише з переднім приводом та 6-ступеневою автоматичною коробкою передач. Доступний 2,0-літровий турбодизельний двигун, що продається як «TD380», який видає 170 PS (168 к.с.; 125 кВт) і 38,7 кг·м (380 Н·м; 280 lb⋅ft) з повним приводом і 9-ступеневою автоматичною коробкою передач у стандартній комплектації.
В Індії кроссовер доступний лише в одному варіанті — з 2,0-літровим турбодизельним двигуном.